# Вершинский сельский совет (Бильмакский район)
Вершинский сельский совет (укр. Вершинська сільська рада) — входит в состав
Бильмакского района
Запорожской области
Украины.
Административный центр сельского совета находится в 
с. Вершина.

## История
- 1918 — дата образования.

## Населённые пункты совета
- с. Вершина
- с. Очеретоватое